# Spermin

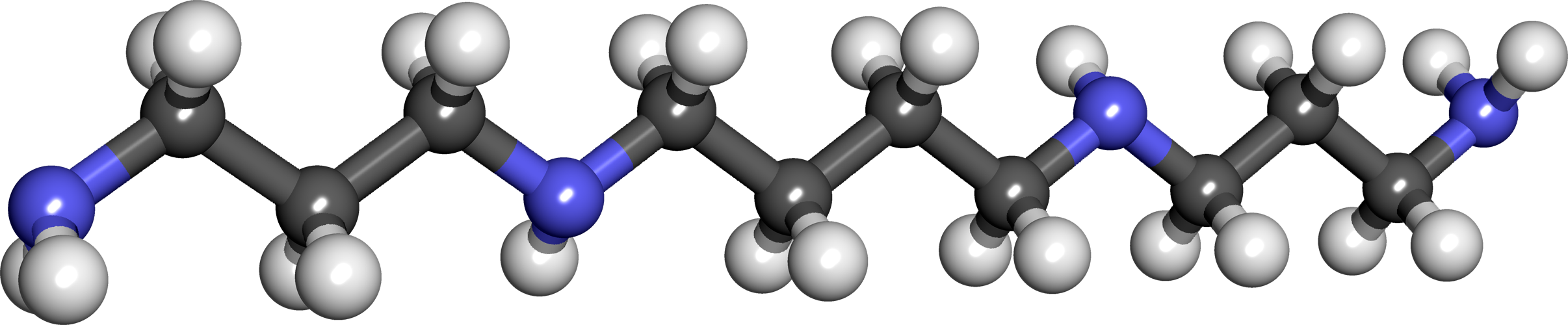
3D model sperminu

Spermin je polyamin, který se podílí na buněčném metabolismu ve všech eukaryotních buňkách. Je důležitým faktorem růstu v některých bakteriích.
Krystaly spermin fosfátu byly poprvé popsány v roce 1678, v lidském spermatu, a Anton van Leeuwenhoek. Jméno spermin poprvé použili němečtí chemici Ladenburg a Abel v roce 1888, správná struktura sperminu byla objevena v roce 1926 současně v Anglii a Německu.